# Чуньюй І
Чуньюй І ( 205 до н. е. —150 до н. е.) — китайський медик часів династії Хань.

## Життєпис
Народився у 205 році до н. е. у м. Ліньцзі області Ци (неподалік сучасасного м.Цзибо провінції Шаньдун). З юності навчався лікуванню, спочатку у Гунсунь Гуана, потім з 180 року до н. е. три роки у гуншена Ян Цина, який, майже досягнувши 70 років, не мав синів і тому вирішив всі свої знання передати Чуньюй І.
Продовжуючи лікарську практику, став завідувати зерновими складами наділу Ци. У своїй лікарській практиці не зважав на соціальний статус пацієнтів, то на нього були ображені численні знатні родини. У 176 році до н. е. на нього надійшла скарга, яка призвела до тілесного покарання і висилку в західну столицю Чан'ань. Його молодша дочка Тіин подала імператорові Вень-ді прохання про помилування батька, в якому повідомляла, що заради нього ладна пожертвувати собою і стати державною рабинею. Зворушений її самовідданістю імператор не лише помилував Чуньюй І, але і скасував закон про тяжкі тілесні покарання. Вже вдома Чуньюй І отримав найвище послання з питаннями: як він опанував медичними знаннями, якими книгами користувався, скільки людей вилікував, який був діагноз і способи лікування та інше. З цього моменту Чаньюй І продовжував займатися медичною практикою вдома, де й помер у 150 році до н. е.

## Медицина
Від свого останнього вчителя отримав декілька таємних рецептів (біфан), а також стародавні медичні книги — «Бянь Цяо мошу» («Книга Бянь Цяо про пульс»), «Усе чжень» («Діагностика по п'яти квітам»), «Куйду інь ян вайбянь» («Оцінка інь і ян за зовнішніми змінами»), « Шишень» («Дух каменя»).
Він одним з перших став вести історії хвороб, записуючи, коли і за яких умов пацієнт захворів, які симптоми хвороби, який діагноз був поставлений, яке лікування прописано і які результати.